# Tolasella brunneus
Tolasella brunneus är en insektsart som beskrevs av Evans 1937. Tolasella brunneus ingår i släktet Tolasella och familjen dvärgstritar. Inga underarter finns listade i Catalogue of Life.